# Golden Rooster Award
De Golden Rooster Award (traditioneel Chinees: 金雞獎, Vereenvoudigd Chinees: 金鸡奖, Hanyu pinyin: Jīn Jī Jiăng) is de meest prestigieuze filmprijs van China. De prijs wordt sinds 1981 jaarlijks uitgereikt.

## De prijs
De naam van de prijs, die letterlijk vertaald “Gouden haan” betekent, is afgeleid van de haan uit de Chinese dierenriem. 1981, het jaar waarin de prijs voor het eerst werd uitgereikt, was het jaar van de haan. De prijs zelf is een goudkleurig beeldje van een haan.
De genomineerden worden uitgekozen door een jury van filmmakers, filmexperts en filmkenners. De prijzen worden uitgereikt door de China Film Association.

## Categorieën
- Beste film
- Beste animatie
- Beste televisiefilm
- Beste documentaire
- Beste regisseur
- Beste regiedebuut
- Beste acteur
- Beste actrice
- Beste mannelijke bijrol
- Beste vrouwelijke bijrol
- Beste scriptschrijver
- Beste cinematografie
- Beste geluid
- Beste artdirector
- Beste muziek

### Overzicht van uitgereikte prijzen
Deze lijst is niet compleet
| jaar | film                      | categorie         | genomineerde(n) | uitslag |
| ---- | ------------------------- | ----------------- | --------------- | ------- |
| 1997 | Red River Valley          | Beste montage     | Sihai Fen       | winnaar |
| 1997 | Red River Valley          | Beste muziek      | Fuzai Jin       | winnaar |
| 2005 | Kekexili: Mountain Patrol | Beste film        | Chuan Lu        | winnaar |
| 2005 | The Silent Holy Stones    | Beste regiedebuut | Pema Tseden     | winnaar |
| 2006 | The Knot                  | Beste regisseur   | Li Yin          | winnaar |
| 2006 | The Knot                  | Beste film        | Li Yin          | winnaar |
| 2006 | The Knot                  | Beste geluid      | Chunyu Zheng    | winnaar |